# Marlisa Punzalan
Marlisa Ann Punzalan (Sydney, 1º ottobre 1999) è una cantante australiana, vincitrice della sesta edizione di The X Factor Australia.

## Biografia
Nata a Sydney da genitori filippini, nel 2013 Marlisa Punzalan ha partecipato alle audizioni di Australia's Got Talent, senza però venire selezionata per i round successivi, e di The Voice Kids, venendo esclusa per aver sforato l'età massima di un mese.
L'anno successivo ha cantato Yesterday dei Beatles alle audizioni della sesta edizione di The X Factor Australia, ricevendo l'approvazione di tutti e quattro i giudici. Ha finito per vincere il talent show nella finale del 20 ottobre 2014. La stessa sera è stato pubblicato il suo singolo di debutto Stand by You, che ha raggiunto la 2ª posizione della classifica australiana ed è stato certificato disco di platino dalla Australian Recording Industry Association per aver venduto più di 70 000 copie a livello nazionale. Il brano le ha fruttato una nomination agli ARIA Music Awards del 2015 per la canzone dell'anno. Due settimane dopo è uscito il suo album di debutto Marlisa, contenente le sue cover cantate a The X Factor più il suo singolo. Il disco ha debuttato al 6º posto in Australia, dove è stato certificato disco d'oro, e all'11º in Nuova Zelanda.
Per celebrare il 117º Giorno dell'indipendenza delle Filippine, la cantante ha pubblicato il singolo Unstoppable il 12 luglio 2015 esclusivamente nelle Filippine. Nel novembre successivo è uscito Forever Young, singolo che avrebbe dovuto anticipare il suo secondo album, ma che per via della sua scarsa performance commerciale (ha infatti solo raggiunto il 72º posto nella classifica australiana) ha portato la Sony Music Entertainment Australia a terminare il suo contratto discografico senza pubblicare nuovo materiale. Il secondo album della cantante, Brave, è uscito nel 2019 su etichetta ABS-CBN Film Productions.

## Discografia

### Album in studio
- 2014 – Marlisa
- 2019 – Brave

### Singoli
- 2014 – Stand by You
- 2015 – Unstoppable
- 2015 – Forever Young
- 2018 – Thank You
- 2018 – Steel
- 2019 – Brave